# Ephesia uniformis
Ephesia uniformis är en fjärilsart som beskrevs av Leo Andrejewitsch Sheljuzhko 1944. Ephesia uniformis ingår i släktet Ephesia och familjen nattflyn. Inga underarter finns listade i Catalogue of Life.